# تورج فرامرزیان
تورج فرامرزیان (زاده ۱۷ آذر ۱۳۲۹)، بازیگر تئاتر، سینما و تلویزیون، مدیر تولید، دستیار تولید و کارگردان تئاتر است.

## فیلم‌شناسی

### سینما
| عنوان    | سال  | نقش    | یادداشت                | منابع |
| -------- | ---- | ------ | ---------------------- | ----- |
| عروس آتش | ۱۳۷۸ | بازیگر | همچنین دستیار کارگردان |       |
| نیلوفر   | ۱۳۸۵ | بازیگر |                        |       |
| دوئل     | ۱۳۸۳ | بازیگر |                        |       |

### تلویزیون
| عنوان       | سال  | نقش    | یادداشت | منابع |
| ----------- | ---- | ------ | ------- | ----- |
| دربندون     | ۱۴۰۳ | بازیگر |         |       |
| مختارنامه   | ۱۳۸۹ | بازیگر |         |       |
| حوالی پاییز | ۱۳۹۴ | بازیگر |         |       |

### تئاتر
| عنوان    | سال  | نقش    | کارگردان      | یادداشت | منابع |
| -------- | ---- | ------ | ------------- | ------- | ----- |
| بینوایان | ۱۳۷۵ | بازیگر | بهروز غریب‌پور |         |       |
| چوپان    | ۱۴۰۲ | بازیگر | میثم ترکمند   |         |       |
| مرگ      | ۱۳۷۷ | بازیگر | رضا سعیدی     |         |       |